# Далас каубојси
Далас каубојси (енгл. Dallas Cowboys) су професионални тим америчког фудбала са седиштем у Арлингтону у Тексасу. Утакмице као домаћин клуб игра на стадиону АТ&Т. Наступа у НФЦ-у у дивизији Исток. Клуб је основан 1960. и до сада није мењао назив.
„Каубојси“ су пет пута били прваци НФЛ-а, последњи пут 1995. Маскота клуба је каубој „Рауди“.